# Suspiria de Profundis
«Suspiria de Profundis» (с лат. — «Воздыхания из глубины») — одно из наиболее известных и выдающихся литературных творений английского эссеиста Томаса де Квинси.

## Жанр
Впервые частично опубликованное в 1845 году, это произведение представляет собой сборник коротких эссе, написанных в жанре психологической фантазии в стиле, который сам де Квинси назвал «страстной прозой», а ныне известном как стихотворение в прозе. По словам Сидни Лоу, эссе, входящие в «Suspiria», являют собой «превосходные образчики стиля в ряду работ Де Куинси, равно как и в целом в английской словесности».

«Некоторые критики рассматривают „Suspiria de Profundis“ Де Квинси как непревзойдённую фантазийную прозу в английской литературе».
Оригинальный текст (англ.)Some critics consider De Quincey's Suspiria de Profundis the supreme prose fantasy of English literature.
— Образовательный сайт eNotes
Де Квинси задумывал этот сборник как продолжение своей знаменитой «Исповеди английского курильщика опиума» (1821). Подобно «Исповеди», работы, входящие сборник, основываются на видениях автора, вызванных его пристрастием к опиуму, и обладают тем же мрачным великолепием, что и книга, принесшая известность писателю.

## Публикация
Оригинальная публикация в журнале Blackwood’s Magazine весной и летом 1845 года представляла собой неоконченную работу. Де Квинси изменил содержание и дополнил материал, когда включил «Suspiria» в собрание своих работ 1854 года, и некоторые части произведения не публиковались до выхода первого тома Посмертного издания его трудов в 1891 году.
Среди бумаг Де Квинси, оставшихся после его смерти в 1859 году, был обнаружен список из 32 глав, которые должны были составить полную версию «Suspiria».
В списке значится эссе «Английский почтовый дилижанс» (англ. The English Mail-Coach), впервые публиковавшийся в «Blackwood's» в октябре и декабре 1849 года в составе «Suspiria», хотя критики и исследователи обыкновенно рассматривают его как самостоятельную работу. В то же время довольно длинное эссе «Печаль детства» (англ. The Affliction of Childhood), присутствующее в списке и печатавшееся в «Blackwood's» весной 1845 года, чаще относят к «Suspiria», хотя по большей части сборник состоит из относительно небольших эссе.

### Список частей, опубликованных в 1845 году
- Сновидение / англ. Dreaming
- Палимпсест человеческого мозга / англ. The Palimpsest of the Human Brain
- Левана и Богородицы Скорби / англ. Levana and Our Ladies of Sorrow
- Привидение Броккена / англ. The Apparition of the Brocken
- Саванна-ла-Мар / Savannah-la-Mar
- Видение жизни / англ. Vision of Life
- Памятные «Suspiria» / англ. Memorial Suspiria

В 1850 году было добавлено короткое эссе:
- Дочь Ливана / англ. The Daughter of Lebanon

### Список частей, опубликованных посмертно в 1891 году
- Одиночество детства / англ. Solitude of Childhood
- Тёмный толкователь / англ. The Dark Interpreter
- Принцесса, потерявшая зёрнышко граната / англ. The Princess that lost a Single Seed of a Pomegranate
- Кто эта Женщина, что манит, но не пускает меня Туда, где она сейчас, и чьи Глаза напоминают о Скорби? Догадываюсь / англ. Who is this Woman that beckoneth and warneth me from the Place where she is, and in whose Eyes is Woeful remembrance? I guess who she is[6]

## Утерянные главы
Из 32 глав, указанных в авторском списке, 18 не дошли до наших дней — либо они значились в планах, но так и не были написаны, либо они были утрачены до публикации. (В поздние годы де Квинси, работавший при свете свечей, имел прискорбную склонность воспламенять вещи, будь то его бумаги или собственные волосы.)

### Список утраченных частей
- Пугающий младенец (И был триумф невинности совершенной, и пугающие прелести младенчества, что видел Бог) / англ. The Dreadful Infant (There was the glory of innocence made perfect; there was the dreadful beauty of infancy that had seen God)
- Тонущие корабли / англ. Foundering Ships
- Архиепископ и пожарный инспектор / англ. The Archbishop and the Controller of Fire
- Бог Обещавший / англ. God that didst Promise
- Подсчитывая листья в Валломброзе / англ. Count the Leaves in Vallombrosa
- Пускай я и подал в Отставку, всё ж искал я Неисповедимое — порою в арабских Пустынях, порою в Морях / англ. But if I submitted with Resignation, not the less I searched for the Unsearchable — sometimes in Arab Deserts, sometimes in the Sea
- Что бежит, злопыхая, пред нами / англ. That ran before us in malice
- Утро казни / англ. Morning of Execution
- Боже, помилуй / греч. Kyrie Eleison
- Детская в арабских пустынях / англ. The Nursery in Arabian Deserts
- Безмятежная умиротворённость и гроб / англ. The Halcyon Calm and the Coffin
- Лица! Ангелов лица! / англ. Faces! Angels' Faces!
- На этом Слове / англ. At that Word
- О, Апофанат! презревший смерть, счищающий самую Скверну Скорби / англ. Oh, Apothanate! that hatest death, and cleansest from the Pollution of Sorrow
- Кто эта Женщина, что Месяцами следует всюду за мною? Лица её не разглядеть, поскольку она всегда сзади. / англ. Who is this Woman that for some Months has followed me up and down? Her face I cannot see, for she keeps for ever behind me
- Кагот и Крессида / англ. Cagot and Cressida
- Лета и Анапаула / англ. Lethe and Anapaula
- О, разметай, Ангел, с Презрением Ангельским пришлых Собак с Любопытным Взглядом в глазах / англ. Oh, sweep away, Angel, with Angelic Scorn, the Dogs that come with Curious Eyes to gaze

Несколько страниц примечаний к утерянным «Suspiria» были найдены среди бумаг писателя.

## Перевод, адаптации
«Suspiria de Profundis» и «Исповедь» вдохновили Бодлера на написание собственного эссе под названием «Искусственный рай» о гашише и опиуме и их влиянии на творчество поэта, причём вторая часть этой работы, названная «Курильщик опиума» фр. Un mangeur d'Opium, по сути является переводом на французский «Исповеди английского курильщика опиума» де Квинси. Из-за этого факта не раз возникала путаница в авторстве и «Suspiria de Profundis» иногда ошибочно приписывается Бодлеру.
«Suspiria de Profundis», и в частности «Левана и Богородицы Скорби», подтолкнули Дарио Ардженто к созданию трилогии фильмов «Три матери».